# RheinCargo

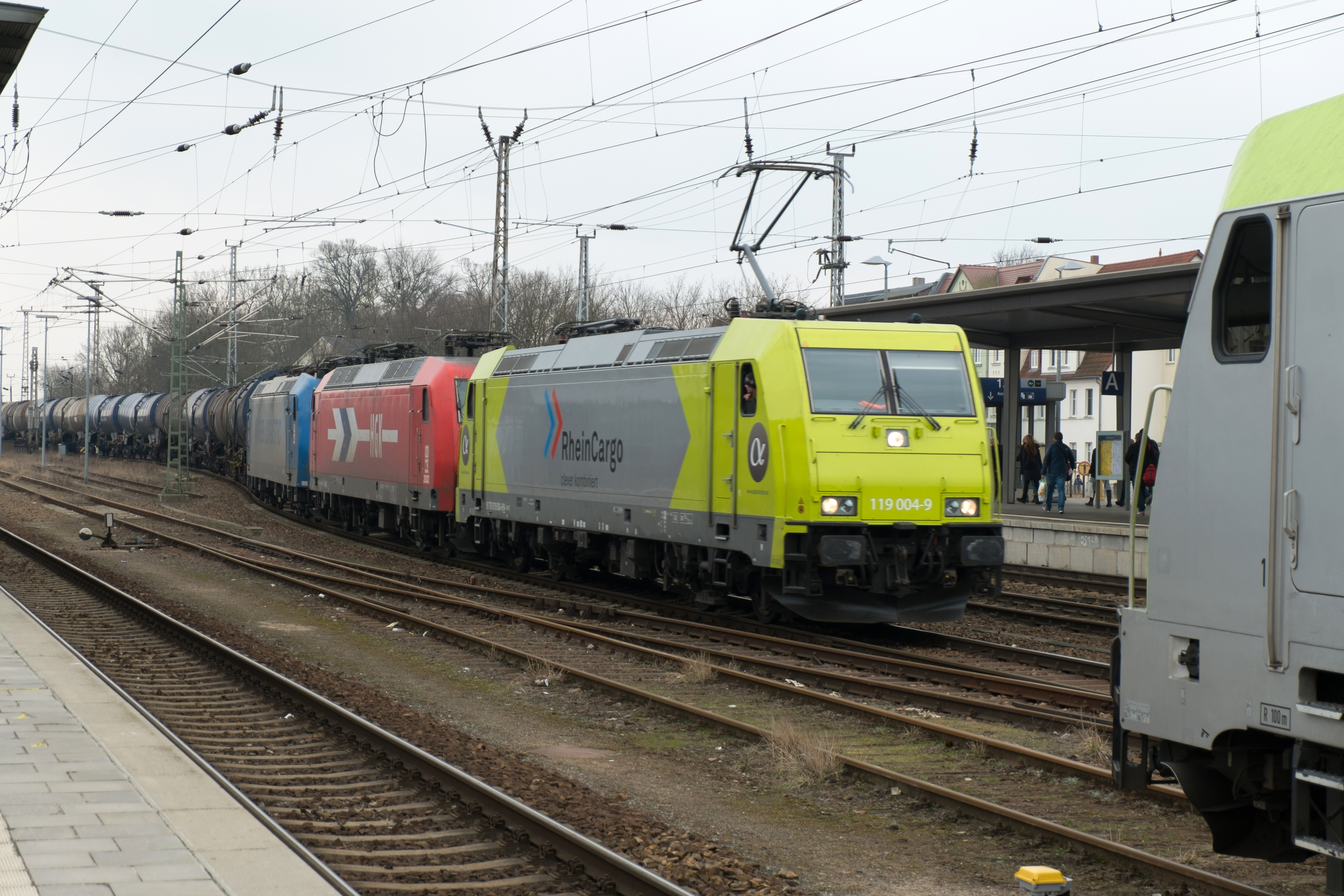
Lokomotive der RheinCargo in Angermünde

Die RheinCargo GmbH & Co. KG (RheinCargo) mit Unternehmenssitz in Neuss ist ein Gemeinschaftsunternehmen der Häfen und Güterverkehr Köln AG (HGK) und der Neuss-Düsseldorfer Häfen GmbH & Co. KG (NDH), die zu jeweils 50 % Eigentümer sind.
Das trimodal ausgerichtete Logistikunternehmen ist Betreiber eines der größten Binnenhafenbetriebe Europas (in Düsseldorf, Neuss und Köln) und ist weiterhin als privates Eisenbahnverkehrsunternehmen (EVU) im Eisenbahngüterverkehr aktiv. Neben den Aktivitäten in den einzelnen Geschäftsbereichen hat die RheinCargo es sich zum Ziel gesetzt die einzelnen Geschäftsbereiche intelligent zu verbinden.
Insgesamt gehören sechs Binnenhäfen mit einem Gesamtumschlag von 25,4 Mio. Tonnen (2018) auf 560 Hektar Landfläche zum Unternehmen. Dies sind vier Häfen in Köln (Godorf, Deutz, Niehl I und Niehl II), der Hafen in Neuss und der Düsseldorfer Hafen sowie der Hafen in Düsseldorf-Reisholz. Mit rund 90 eigenen Lokomotiven und rund 700 Güterwagen konnten 2018 im Eisenbahngüterverkehr 18,8 Mio. Tonnen an Gütern befördert werden.

## Zahlen
- 2012 wurden im Eisenbahngüterverkehr 21,2 Millionen Tonnen Güter befördert, die Nettotonnen-Kilometer-Leistung lag bei über 3,4 Milliarden NTKM (Nettotonnenkilometer).[4]
- 2013 wurden in den Häfen 29,7 Mio. t Güter umgeschlagen. Im Eisenbahngüterverkehr wurden 23,97 Millionen Tonnen Güter befördert, die Nettotonnen-Kilometer-Leistung lag bei über 4,01 Milliarden Ntkm.[5]

- 2014 wurden im Eisenbahngüterverkehr 24,08 Millionen Tonnen Güter befördert, die Nettotonnen-Kilometer-Leistung lag bei über 4,19 Milliarden NTKM (Nettotonnenkilometer).[5]
- 2015 lag die Beförderungsleistung bei 23,4 Millionen Tonnen, die Nettotonnen-Kilometer-Leistung betrug 4,7 Milliarden Ntkm. Der Umschlag in den Häfen in Köln, Neuss und Düsseldorf betrug insgesamt 26,8 Mio. t, darunter 1,3 Mio. TEU (Container).[6]
- 2017 wurden insgesamt 47,2 Mio. t Güter umgeschlagen.
- 2018 wurden insgesamt 44,2 Mio. t Güter umgeschlagen, davon in den sieben betriebenen Rheinhäfen 25,4 Mio. t, davon 16,3 Mio. t wasserseitig. 1,2 Mio. TEU wurden im Kombinierten Verkehr umgeschlagen, 18,8 Mio. t wurden mit der Eisenbahn transportiert. Die Leistung lag bei 3,5 Milliarden Nettotonnenkilometer.[7]
- 2022 wurden in den sechs Rheinhäfen insgesamt 32,6 Mio. Tonnen Güter umgeschlagen. Der wasserseitige Umschlag macht dabei einen Anteil von ca. 13 Mio. to aus. Der Umschlag von LE (Ladeeinheiten) im kombinierten Verkehr lag im gleichen Jahr bei 1,4 Mio. TEU (Container). Im Schienengüterverkehr wurden eine Verkehrsleistung von 2,9 Milliarden NTKM (Nettotonnenkilometer) erbracht und dabei ca. 20 Mio. to Güter befördert.[1]

## Hafenbetrieb
Die RheinCargo betreibt in den Städten Neuss, Düsseldorf und Köln insgesamt sechs verschiedene öffentliche Binnenhäfen. An alle Hafenstandorten bietet RheinCargo verschiedene Hafendienstleistungen aus einer Hand an und entwickelt gemeinsam mit bzw. für ihre Kunden maßgeschneiderte trimodale Lösungen. Die Infrastruktur der Häfen besteht dabei u. a. aus insgesamt 48 Krananlagen an welchen pro Tag im Schnitt 50 Schiffsabfertigungen stattfinden (Stand 2022). In den Häfen der RheinCargo findet neben dem Umschlag von klassischen Massengut auch der Umschlag von kombinierten Ladeeinheiten statt.

## Dienstleistungen
Im Rahmen der unternehmerischen Tätigkeiten, erbringt die RheinCargo in den einzelnen Geschäftsfeldern verschiedene Dienstleistungen. Sofern möglich werden dabei die verschiedenen Verkehrsträger clever kombiniert (Slogan der RheinCargo) um für den Kunden eine nachhaltige und stabile Transportlösung anbieten zu können. Dabei setzt RheinCargo nicht nur auf den Einsatz eigener Assets (z. B. Waggons, Loks, Krananlagen), sondern bedient sich auch weiterer Dienstleister (z. B. LKW-Transporte).
Ein Beispiel, bei dem die RheinCargo die Logistikdienstleistungen weitestgehend aus einer Hand durchführt, ist der Transport von Steinsalz bzw. Natronlauge. Dabei transportiert RheinCargo für den PVC-Hersteller Westlake Vinnolit Steinsalz und Natronlauge per Waggon zwischen dem Werk in Chemiepark Knapsack in Hürth und dem Hafen Köln-Godorf. Im Hafen Godorf wird das per Schiff ankommende Steinsalz zunächst per Hafenkran aus dem Schiff auf eine Lagerfläche gelöscht. Für diese logistischen Dienstleistungen errichtete Rheincargo auf dem Gelände des Hafen Köln-Godorf ein Trockendepot für die Zwischenlagerung von Steinsalz. Anschließend wird das Steinsalz auf Waggons verladen und per Zug (mit eigener Lokomotive) von Godorf nach Hürth transportiert. Hierfür erwarb Rheincargo in Summe 28 speziell angefertigte Güterwaggons für die Steinsalztransporte zu den Produktionsanlagen von Vinnolit im Chemiepark Knapsack in Hürth. Die neuen Wägen wurden von der On Rail GmbH in Mettmann gebaut und können zehn Tonnen mehr Güter laden. Parallel werden vom Chemiepark Hürth Waggons mit Natronlauge in den Hafen Godorf zurück überführt und dort auf Schiffe gepumpt.
Dies ist nur ein Beispiel für die Kombination von mehreren Verkehrsträgern durch die RheinCargo.

## Lokomotiven
Die RheinCargo verwendet für ihre Transporte im Güterverkehr Elektro-, Diesel- sowie auch Dual-Lokomotiven.
Viele der Diesellokomotiven sind bei der Umfirmierung der HGK und NDH zu RheinCargo von dieser übernommen worden und wurden lediglich umbeschriftet (Halterkennung, Firmenlogos), die rote HGK- bzw. Neusser-Eisenbahn-Lackierung blieb erhalten. Eine Ausnahme bilden die Loks der Baureihe Class 66, welche bei der Hauptuntersuchung umfoliert wurden und seitdem auch in silbergrau verkehren, wobei die DE 67 ausgelassen wurde, sodass diese Lok ihre grün- gelbe Lackierung, die noch aus Zeiten der ehemaligen Leasingfirma Ascendos Rail Leasing stammt, behielt. Alle Lokomotiven die nach der Umfirmierung von der RheinCargo direkt beschafft wurden bzw. werden, verkehren von Anfang an im RheinCargo- typischen silbergrauen Farbkleid. Im Zuge der Hauptuntersuchungen werden immer mehr Lokomotiven unterschiedlicher Baureihen ins RheinCargo-Design umlackiert.
Die DE 1002 mit der Betriebsnummer DE 92 wurde bei der HU im Jahr 2021 mit Rangierkupplungen RK 900 ausgerüstet und in grau umlackiert. Sie wird seither im Werksverkehr im Shell-Tanklager in Flörsheim am Main eingesetzt. Als zweite Lokomotive wurde die DE 94 bei der HU im Jahr 2023 mit RK 900 ausgestattet. Sie soll als Ersatzlok während Wartungsarbeiten oder Reparaturen an der DE 92 für den Standort Flörsheim fungieren.
Am 14. Juli 2023 traf die erste von sieben eigens beschafften Lokomotiven des Siemens Typs „Vectron DualMode“ mit der Betriebsnummer DM 4001 in Brühl-Vochem ein. Die drei im Bestand befindlichen Loks, die von Northrail angemieteten wurden, sollen sukzessive mit den eigenen Loks den Fahrzeug-Park an Hybrid-Loks ergänzen. Im Juni 2024 wurden die letzten beiden der sieben bei Siemens bestellten DualMode übernommen. Somit sind alle bestellten Loks ausgeliefert und im Einsatz.
Ende 2022 wurden die DE 61 und DE 62, die beiden einzigen Class 66, die direkt der RheinCargo bzw. ursprünglich der HGK gehörten, an Beacon Rail verkauft. Sie werden jedoch weiterhin von RheinCargo eingesetzt.
| Baureihe                           | Baujahr(e)                | Leistung | Betriebsnummer(n)                                | Anzahl        | Bild | Bemerkung |
| ---------------------------------- | ------------------------- | -------- | ------------------------------------------------ | ------------- | ---- | --- |
| MaK DE 1002                        | 1986 / 1987 / 1993        | 1320 kW  | DE 71 – DE 76 DE 81 – DE 86 DE 91 – DE 94        | 16            |      | übernommen von HGK - auf LED-Zugsignalleuchten umgebaut, teilweise mit Fernlichtfunktion - außer DE 73 / 76 / 81 / 83 alle mit Funkfernsteuerung ausgerüstet - DE 92 trägt den Namen „Gordon die große Lok“ - DE 92 / DE 94 mit RK 900 ausgerüstet                                                        |
| Vossloh G 1000 BB                  | 2002 / 2009 / 2011 / 2014 | 1100 kW  | DH 706 – DH 709 DH 711 – DH 717 DH 725 (Mietlok) | 12            |      | DH 711 - DH 717 übernommen von HGK - umgerüstet auf LED-Zugsignalleuchten (außer DH 725) - DH 725 angemietet von Northrail, untervermietet an Hamburger Rail Service |
| Mak G 1205 BB                      | 1995 / 1997               | 1180 kW  | DH 107 DH 112                                    | 2             |      | übernommen von NDH - DH 107 hergestellt bei Siemens - DH 112 hergestellt bei MaK |
| EMD JT42CWR (Class 66)             | 1999 / 2002 / 2003        | 2238 kW  | DE 61 – DE 62 DE 67 DE 668 DE 670 – DE 672       | 7             |      | übernommen von HGK - angemietet / geleast von Beacon Rail - DE 61 / DE 67 / DE 668 mit ATB (NL) ausgerüstet - DE 62 besitzt den originalen, amerikanischen Führerstand - DE 62 trägt den Namen „Uli Otto“ - DE 668 trägt den Namen „Klaus Meschede“ - DE 67 / DE 671 auf LED-Zugsignalleuchten umgerüstet |
| Bombardier Traxx F 140 DE (DE 285) | 2013                      | 2400 kW  | DE 801 – DE 805                                  | 5             |      | - alle mit ETCS und ATB (NL) ausgerüstet - DE 801 trägt den Namen „Rob Herbes“ |
| Vossloh DE 18                      | 2017 – 2019               | 1800 kW  | DE 501 – DE 505 DE 508 – DE 510                  | 8 (ehemals 9) |      | - DE 507 nach Unfall verschrottet |
| MaK G 321 B                        | 1981                      | 246 kW   | V 21 – V 22                                      | 2             |      | übernommen von HGK |
| MaK G 761 C                        | 1982                      | 500 kW   | DH 103 – DH 105                                  | 3             |      | DH 103 übernommen von NDH, DH 104 - DH 105 übernommen von Shell - DH 103 trägt den Namen „Thomas die Lokomotive“ - DH 104 trägt den Namen „Betsy One“ - DH 105 trägt den Namen „Betsy Two“ |
| Gmeinder Köf III                   | 1977                      | 177 kW   | DH 111                                           | 1             |      | übernommen von NDH - ex. 335 219-2 |
| Voith Gravita 10 BB                | 2010 / 2012               | 1000 kW  | DH 490 – DH 491                                  | 2             |      | übernommen von RWE Power |
| Deutz MG 530 C                     | 1963                      | 390 kW   | DH 120                                           | 1             |      | übernommen von RWE Power - ex RWE 478 |
| O&K/26202                          | 1963                      |          | DH 101                                           | 1             |      | ehemalige Lok 3 DW Schwellen Neuss |

Die Elektrolokomotiven der Baureihen 145 und 185 wurden ebenfalls bei der Umfirmierung übernommen, die HGK-Logos entfernt und durch RheinCargo-Logos bzw. Schriftzüge ersetzt. Die beiden verbliebenen 145er sind mittlerweile in Silber umfoliert worden. Die Baureihen 187 und 192 wurden nach der Umfirmierung neu beschafft und von Anfang an im silbernen RheinCargo-Design beklebt bzw. lackiert.
Einige Loks tragen Sonderbeklebungen:
2048:               „Aus dem Rheinland nach Europa“
2049:               „Wenn wir groß sind, werden wir Lokführer“
2050:               „Grenzenlos für Sie im Einsatz“
2074:               FlexPanel „Logistikangebote“ (Variante 1)
2077:               FlexPanel „Logistikangebote“ (Variante 2)
3001 – 3004:   „Unterwegs mit Ökostrom“
3051:               „25 Jahre gemeinsam auf der Schiene“
3055:               „Together Strong – For the Rhine an beyond“
| Baureihe                    | Baujahr(e)  | Leistung | Betriebsnummer(n)               | Anzahl | Bild | Bemerkung                                                |
| --------------------------- | ----------- | -------- | ------------------------------- | ------ | ---- | -------------------------------------------------------- |
| Bombardier Traxx BR 145     | 2000        | 4200 kW  | 2018 – 2019                     | 2      |      |                                                          |
| Bombardier Traxx AC2 BR 185 | 2008        | 5600 kW  | 2048 – 2050 2055 2062 (Mietlok) | 5      |      | 2048 - 2050 ex DB Cargo 2062 angemietet von Alpha Trains |
| Bombardier Traxx AC3 BR 187 | 2016        | 5600 kW  | 2070 – 2079                     | 10     |      | ohne Last-Mile-Dieselmotor                               |
| Siemens Smartron BR 192     | 2020 – 2022 | 5600 kW  | 3001 – 3008                     | 8      |      |                                                          |
| Siemens Vectron BR (7)193   | 2024 – 2025 | 6400 kW  | 3051 – 3054                     | 4      |      | angemietet von Alpha Trains                              |
| Siemens Vectron BR (6)193   | 2023 – 2024 | 6400 kW  | 3055 – 3058                     | 4      |      | angemietet von Railpool                                  |

| Baureihe                        | Baujahr(e)  | Leistung                               | Betriebsnummer(n)                              | Anzahl | Bild | Bemerkung                            |
| ------------------------------- | ----------- | -------------------------------------- | ---------------------------------------------- | ------ | ---- | ------------------------------------ |
| Siemens Vectron DualMode BR 248 | 2021 - 2024 | 2200 kW Dieselmotor 2200 kW Elektrisch | DM 4001 – DM 4007 DM 4021 – DM 4023 (Mietloks) | 10     |      | 4021 – 4023 angemietet von Northrail |